# کلیسای جامع وینچستر
کلیسای جامع وینچستر (انگلیسی: Winchester Cathedral) یک کلیسای جامع در شهر وینچستر، انگلستان است.
این کلیسا در سال ۱۰۷۹ شروع به ساخت و در ۱۰۹۳ ساخت آن به پایان رسیده است، این کلیسا که از بزرگترین کلیساهای انگلستان و اروپا از نظر صحن و سالن اصلی محسوب می‌شود دارای ۱۷۰ متر طول و یک برج به ارتفاع ۴۵٫۷ متر می‌باشد.

## نگارخانه

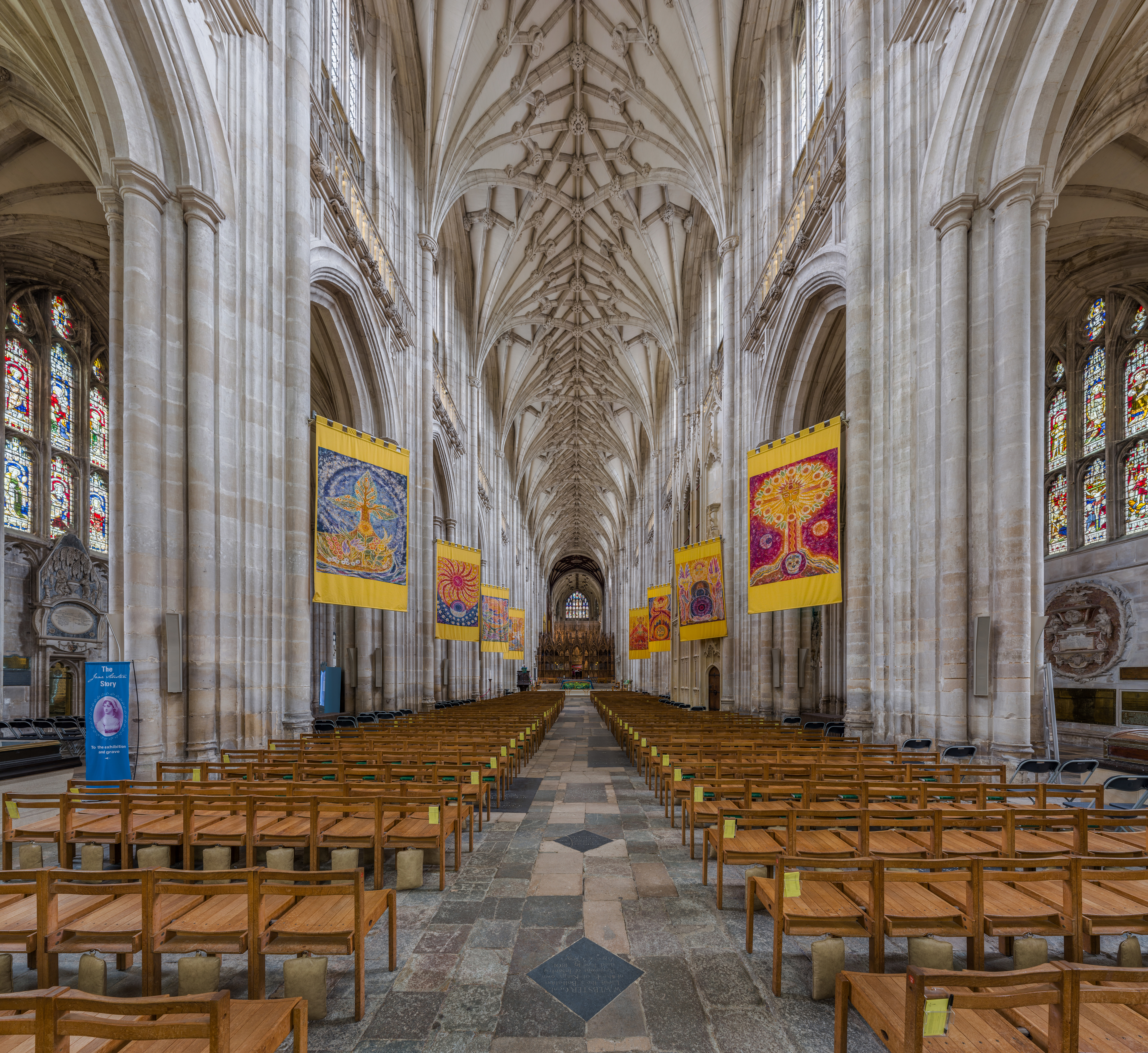
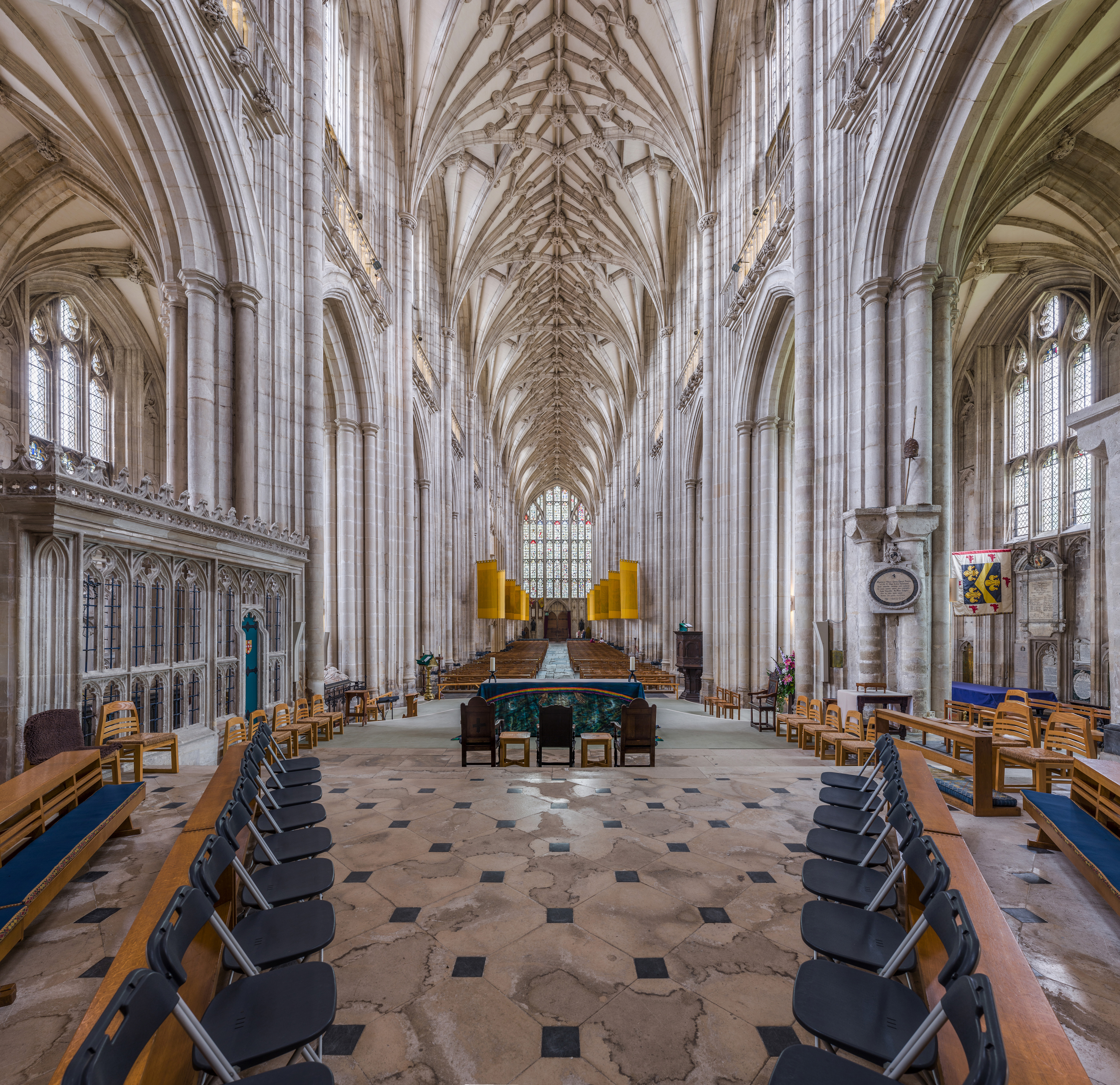
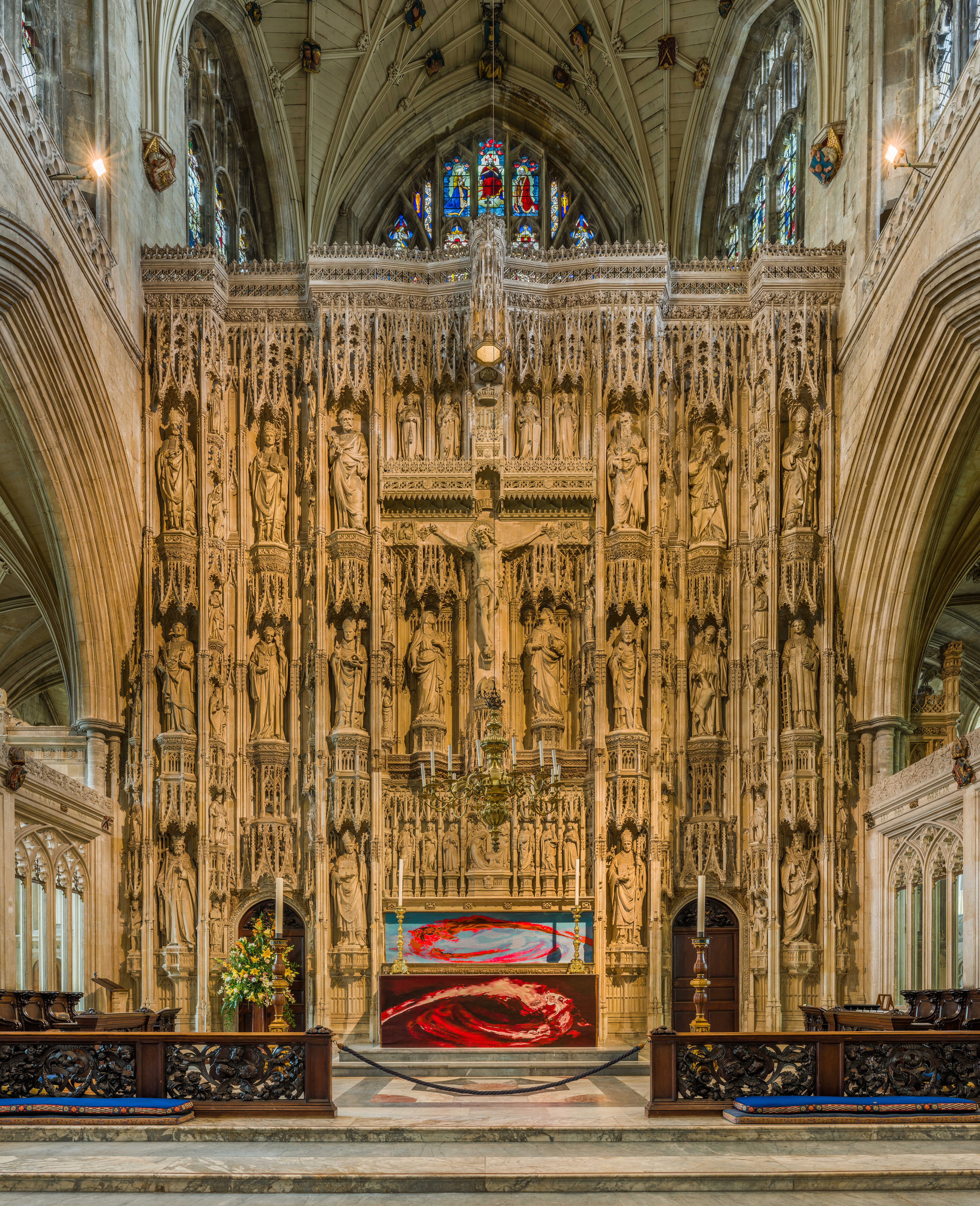
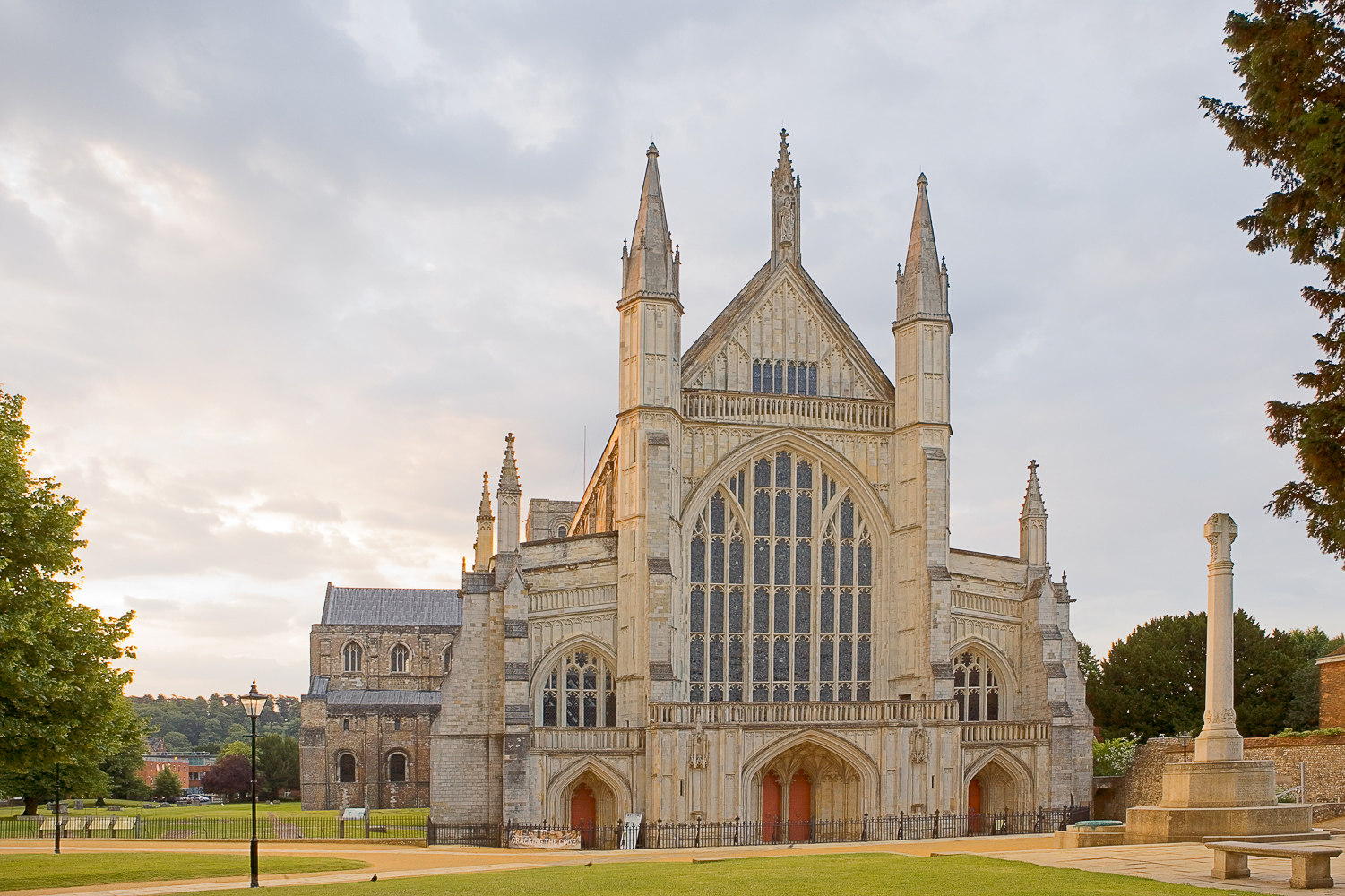
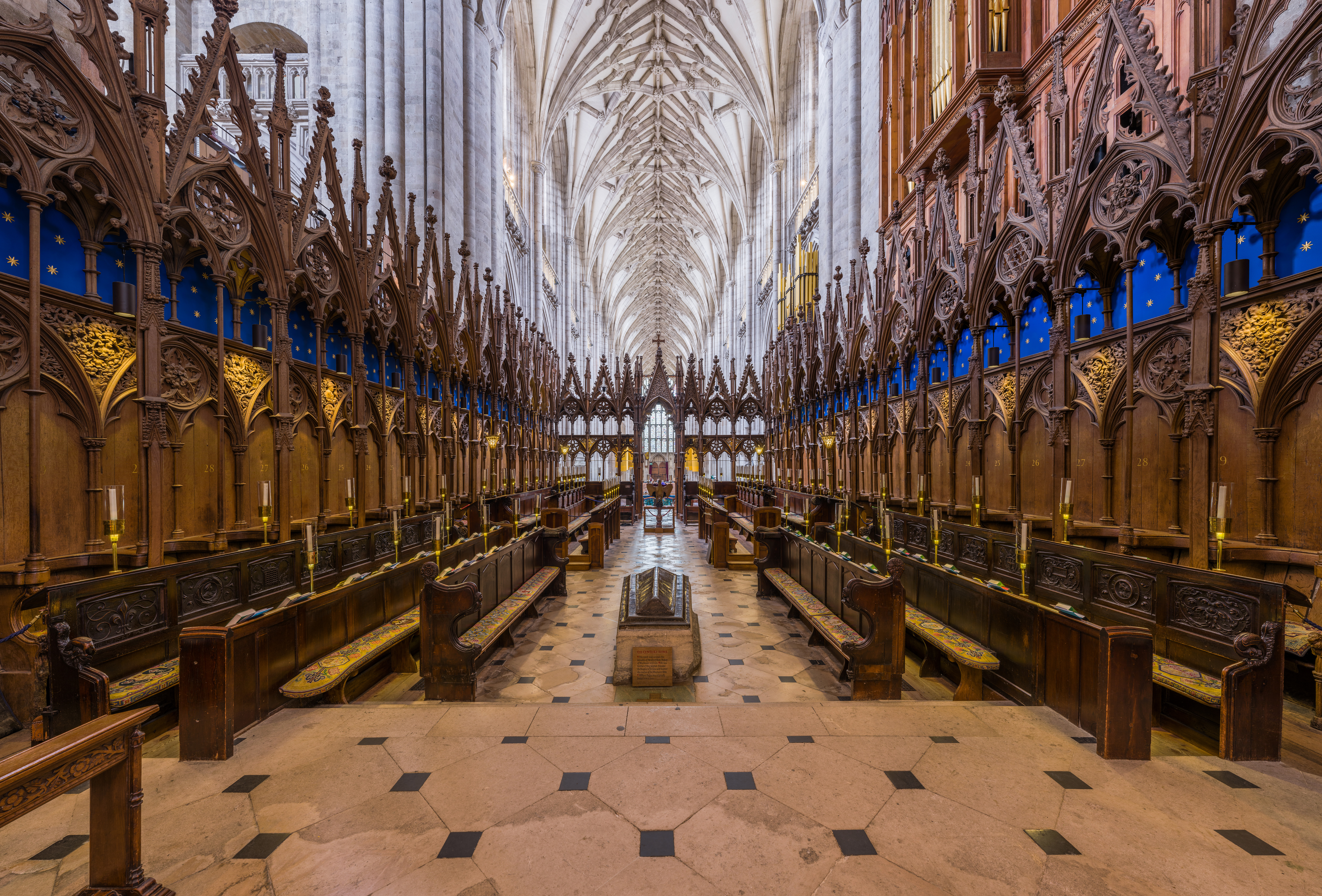
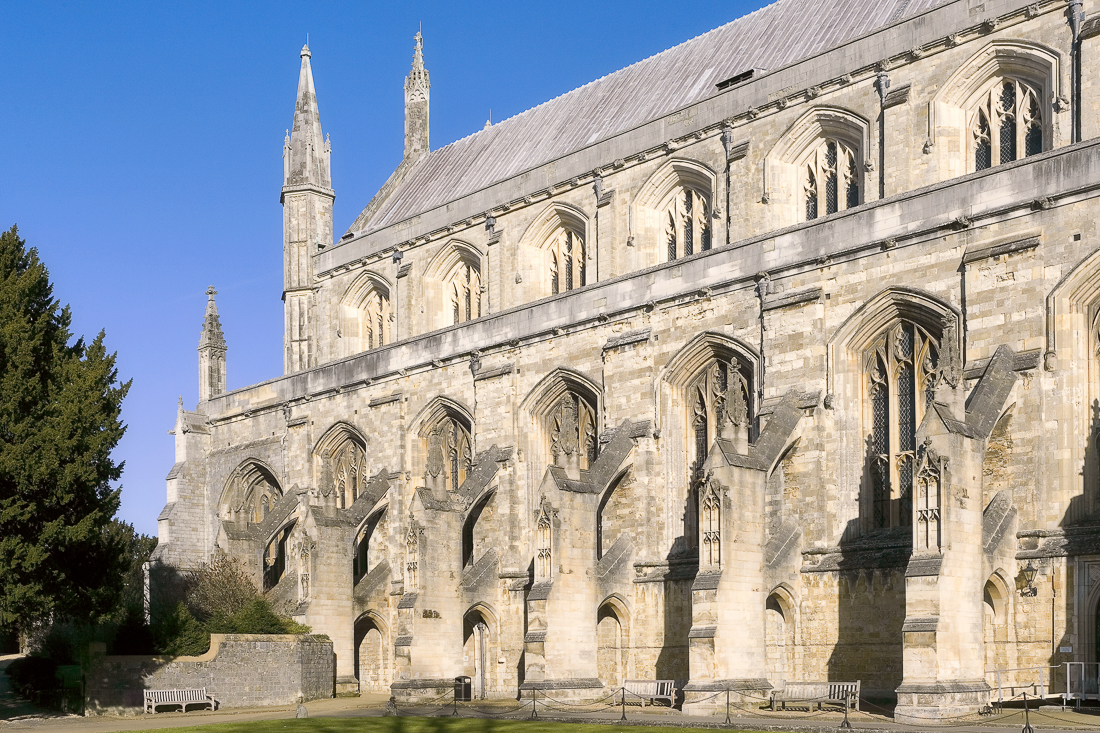
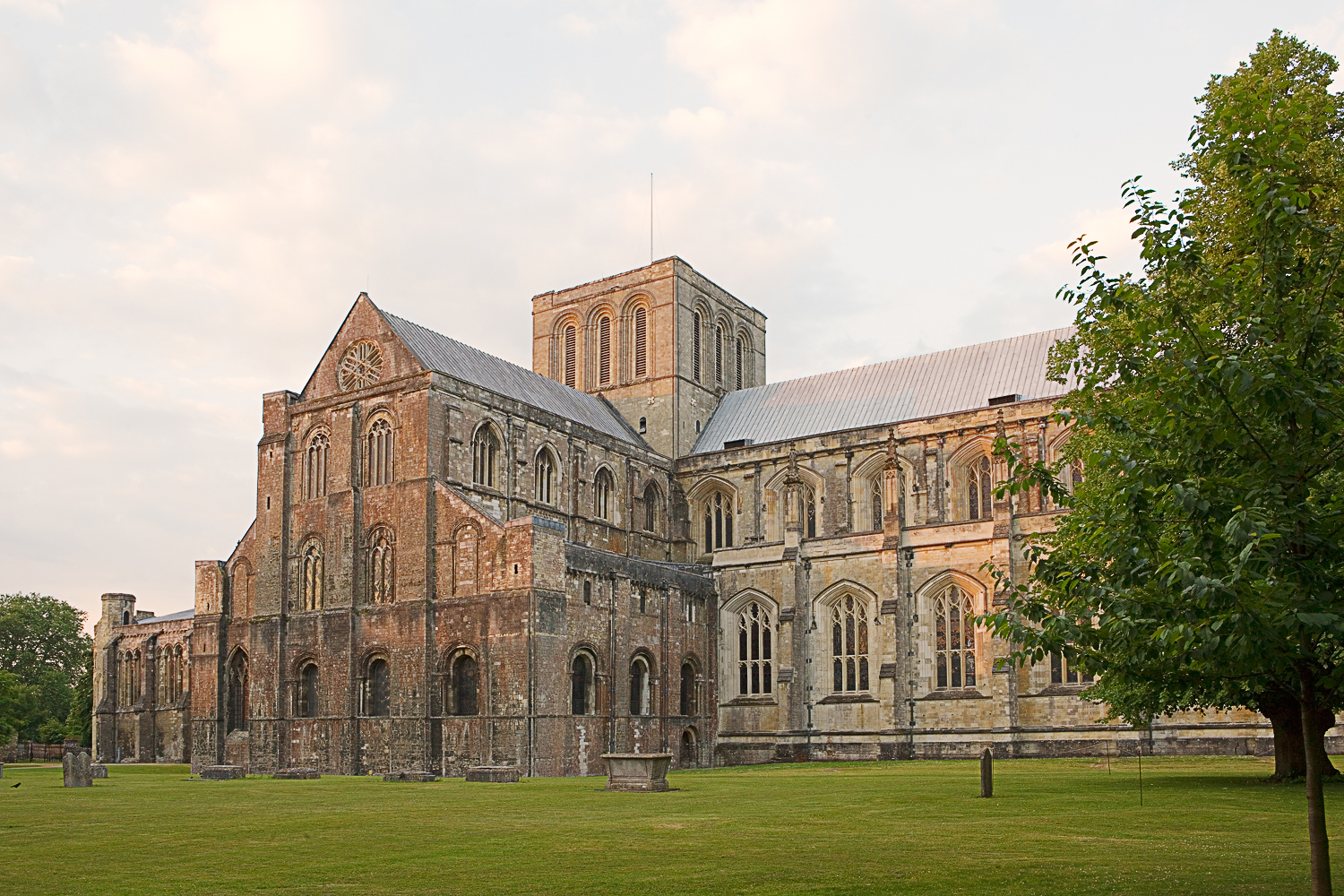
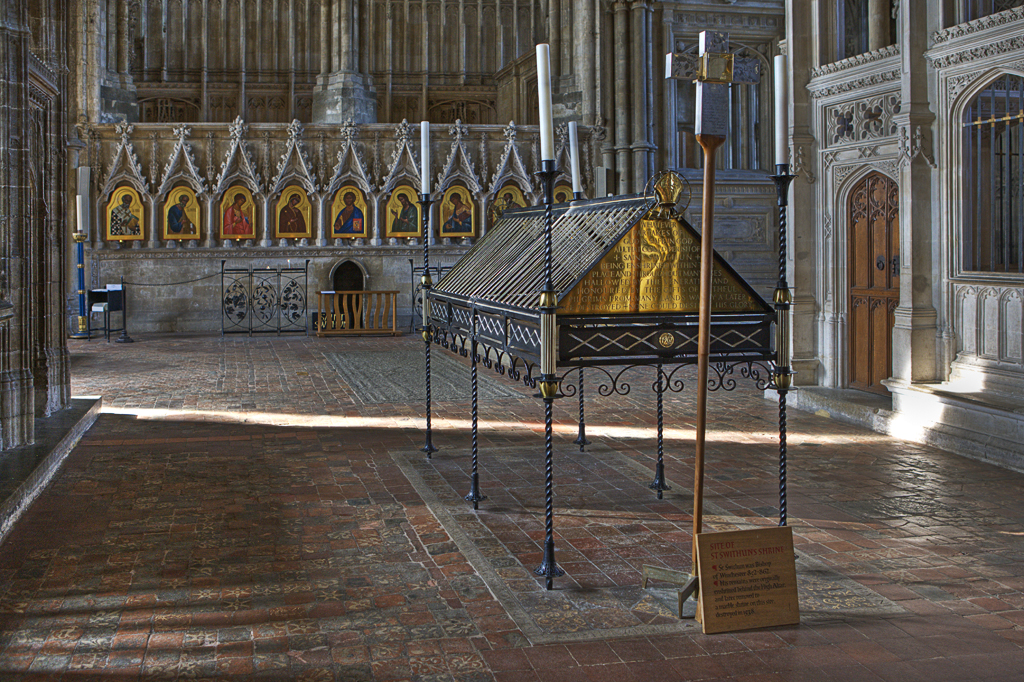
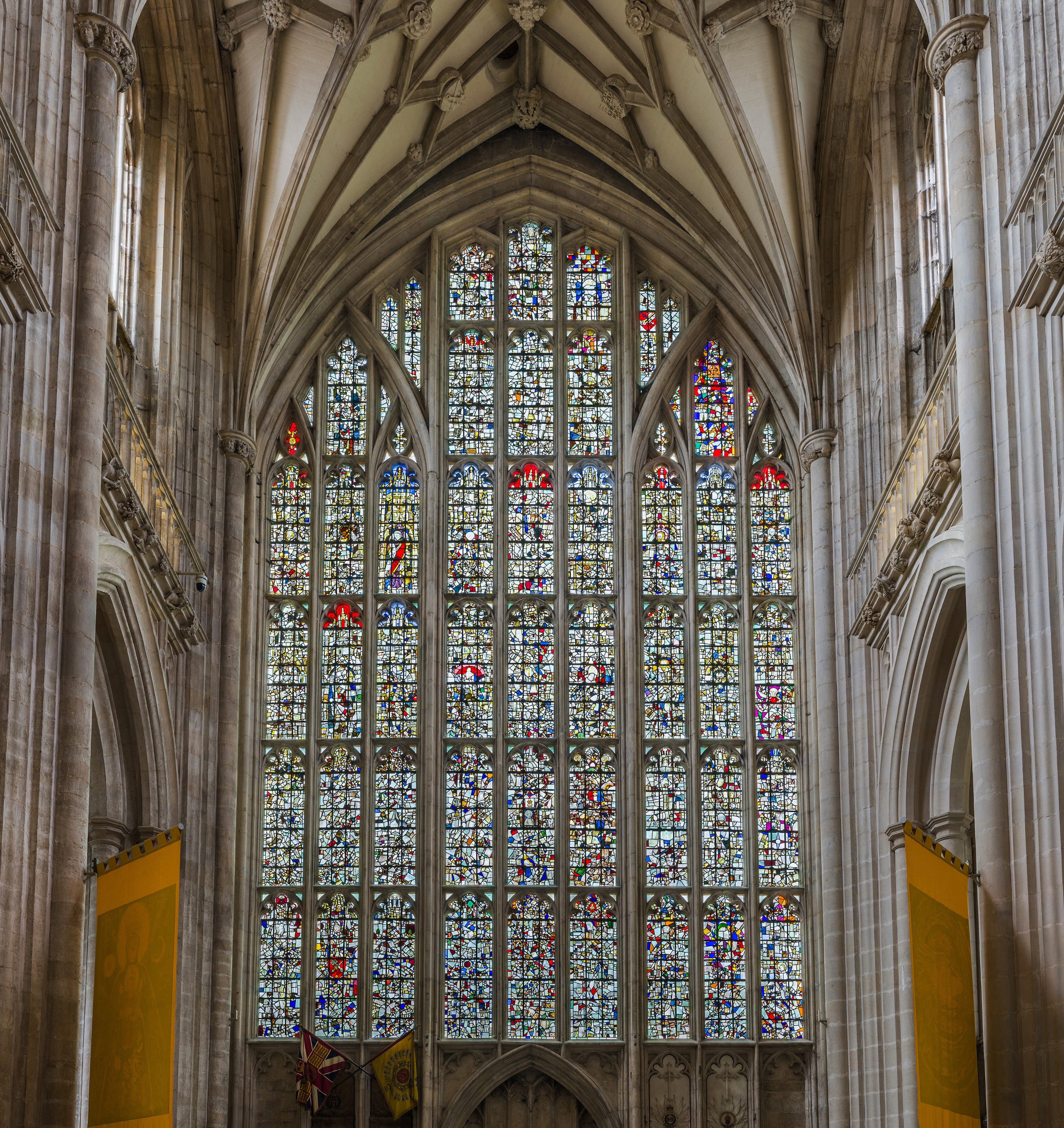
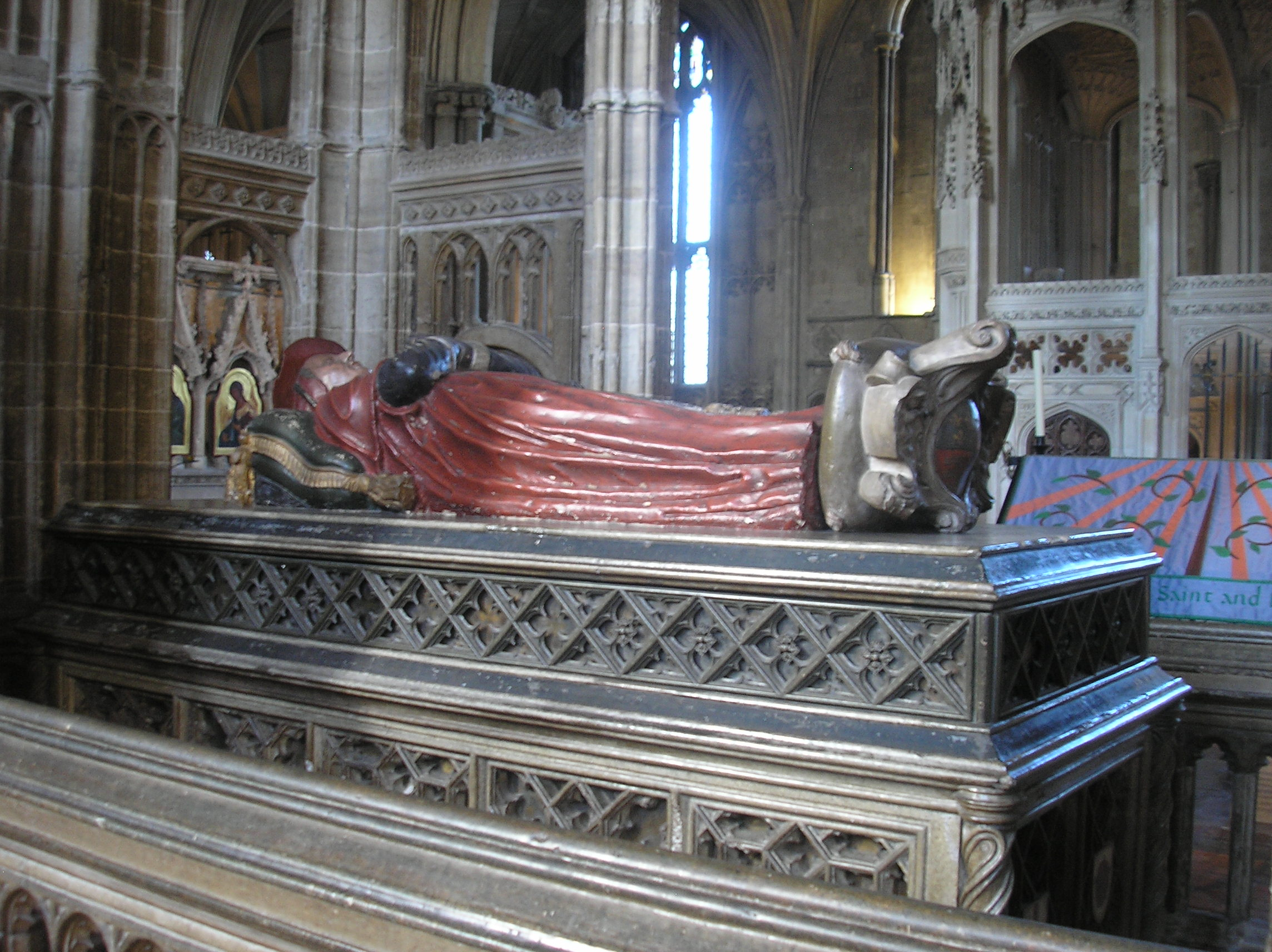
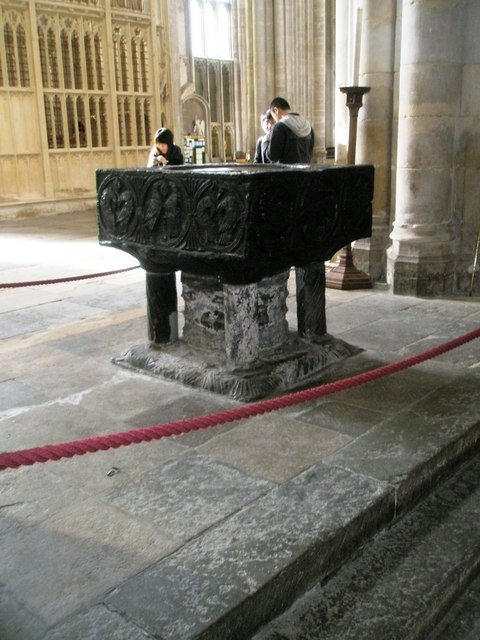
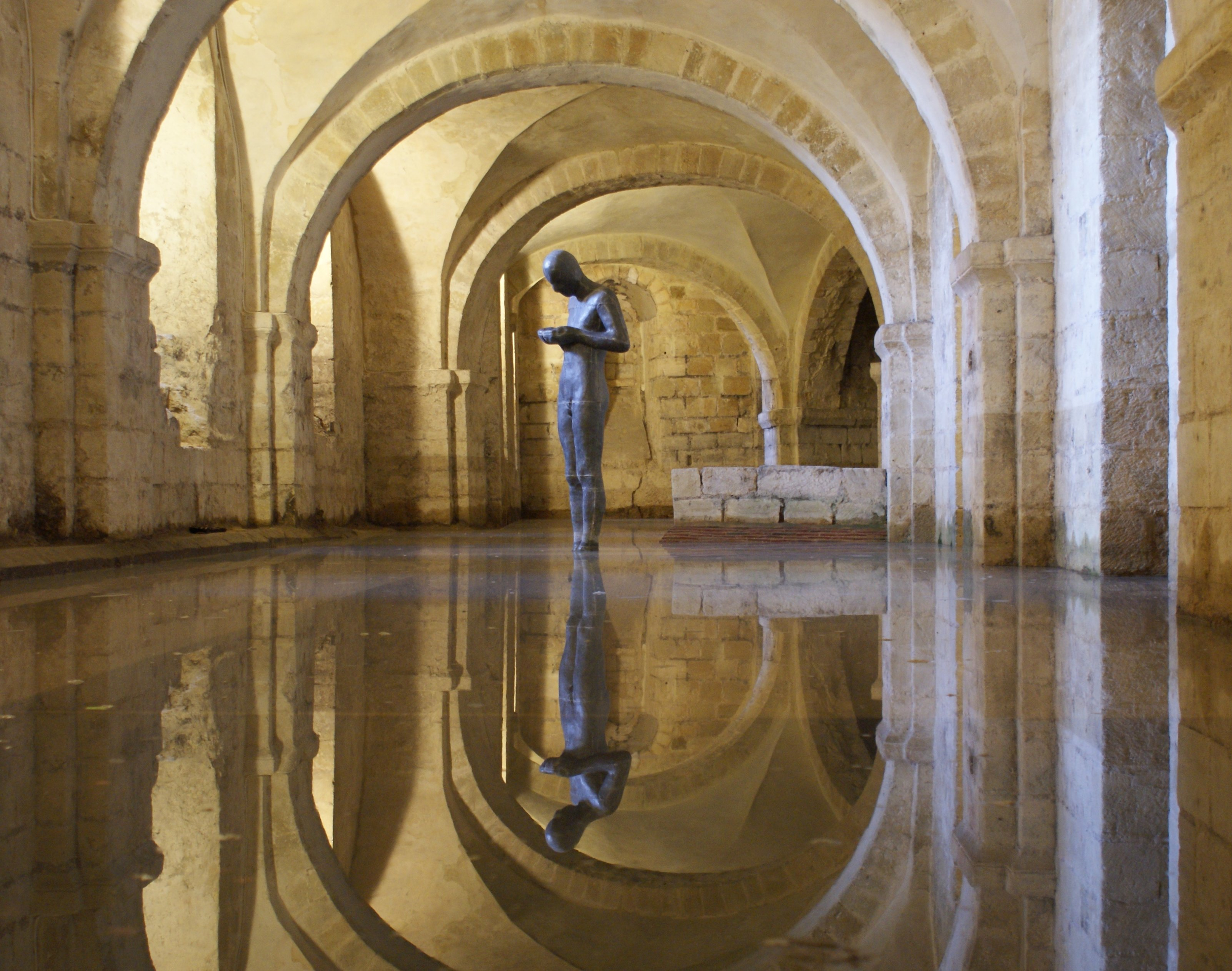